# Silnice III/03514
Silnice III/03514 spojuje obce Dětřichov a Kunratice ve Frýdlantském výběžku na severu České republiky. V Dětřichově začíná na křižovatce se silnicí III/03513, která se nachází v západních partiích obce. Odtud se vede k severozápadu, prochází lesíkem, za nímž úrovňově křižuje těleso bývalé úzkorozchodné železniční tratě z Frýdlantu do Heřmanic. Odtud pokračuje stále k severozápadu, až se opětovně přimkne k tělesu zrušené železniční tratě. Následně se obloukem stáčí k severu, až severovýchodu a v tomto směru dosáhne křižovatky se silnicí III/03511 jihozápadně od Kunratic. V blízkosti této křižovatky (konkrétně východním směrem) odbočuje ze silnice III/03511 silnice III/0353, která odtud pokračuje severovýchodním směrem.